# Lâu đài Duchcov
Lâu đài Duchcov (tiếng Séc: Zámek Duchcov) là một lâu đài nằm ở thị trấn Duchcov, huyện Teplice, vùng Ústí nad Labem, Cộng hòa Séc. Công trình này có tên trong danh sách các di tích văn hóa cấp quốc gia và thuộc quyền quản lý của Viện Di tích Quốc gia Cộng hòa Séc.

## Lịch sử
Tiền thân của lâu đài Duchcov là một pháo đài có từ thế kỷ 13. Sau năm 1570, gia đình quý tộc Lobkowitz xây dựng lại pháo đài thành một lâu đài thời Phục hưng theo thiết kế của kiến trúc sư người Ý Ulrico Aostalli de Sala.

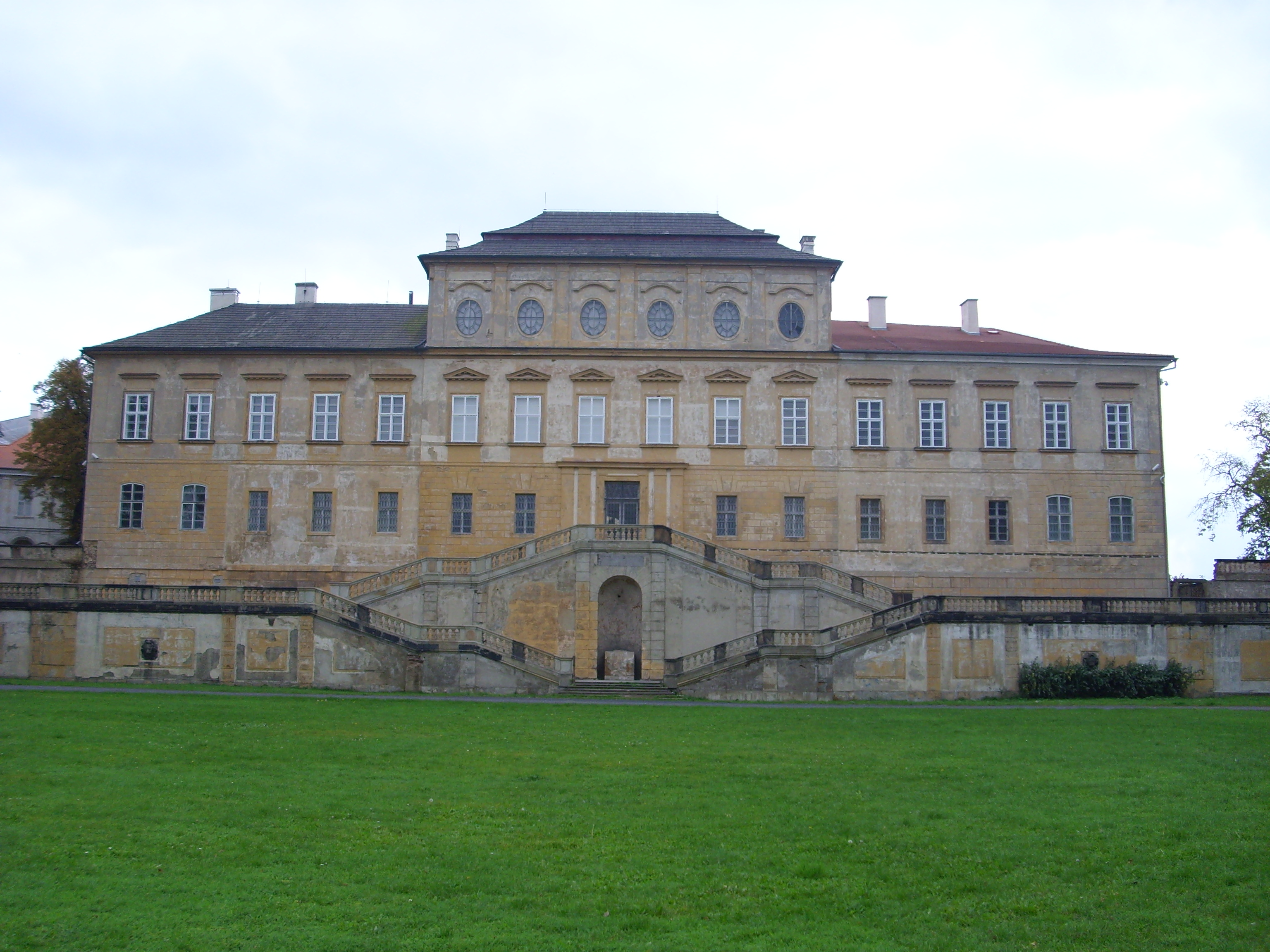
Mặt sau của lâu đài (2007)

Năm 1642, gia đình Waldstein mua lại khu bất động sản này. Trong giai đoạn 1675 - 1685, lâu đài được tái thiết lại theo phong cách kiến trúc Baroque, do kiến trúc sư của Bohemia - Jean Baptiste Mathey đảm nhiệm. Mathey đã thiết kế một khu phức hợp lâu đài hoành tráng, bao gồm một khu vườn rộng lớn và một bệnh viện. Việc trang trí ngoại thất và nội thất của công trình này do các nghệ nhân bậc thầy khác đảm nhiệm, chẳng hạn như nhà điêu khắc Matyáš Bernard Braun, nhà điêu khắc Ferdinand Maxmilián Brokoff và họa sĩ Václav Vavřinec Reiner.
Lâu đài được xây dựng lại theo phong cách cổ điển và khu vườn được cải tạo lại theo phong cách lãng mạn vào thế kỷ 19. Gia đình Waldstein không còn sở hữu lâu đài này từ năm 1921. Hiện nay, lâu đài thuộc sở hữu nhà nước và mở cửa cho khách du lịch tham quan. Khu vườn cũng đóng vai trò như một công viên công cộng.

## Tham quan
Lâu đài Duchcov sở hữu một bộ sưu tập đồ nội thất lịch sử. Đây cũng là nơi tổ chức triển lãm thường trực về nghệ thuật cổ xưa của các tượng đài.